# Huragan Harvey
Huragan Harvey – największy od 2005 huragan nad terytorium Stanów Zjednoczonych.
To ósmy cyklon tropikalny o nazwie własnej w rejonie Północnego Atlantyku i pierwszy huragan co najmniej 4. kategorii w 2017 roku w tym rejonie. Podczas 4 dni we wschodnim Teksasie, w rejonie miasta Houston, spadło ponad 1000 mm deszczu, co spowodowało olbrzymie powodzie. Szczytowa akumulacja wody na poziomie 1318 mm ustanowiła Harvey najbardziej mokrym cyklonem tropikalnym w historii Stanów Zjednoczonych.

## Straty
Harvey był huraganem, który wyrządził najdotkliwsze w historii USA straty materialne (ponad 150 miliardów USD). Powódź dotknęła setki tysięcy gospodarstw domowych i zmusiła do opuszczenia domostw ponad 30 tys. osób. Harvey spowodował śmierć 107 osób.

## Klasyfikacja
Harvey został zaklasyfikowany do 4. kategorii w Skali Saffira-Simpsona.

## Galeria

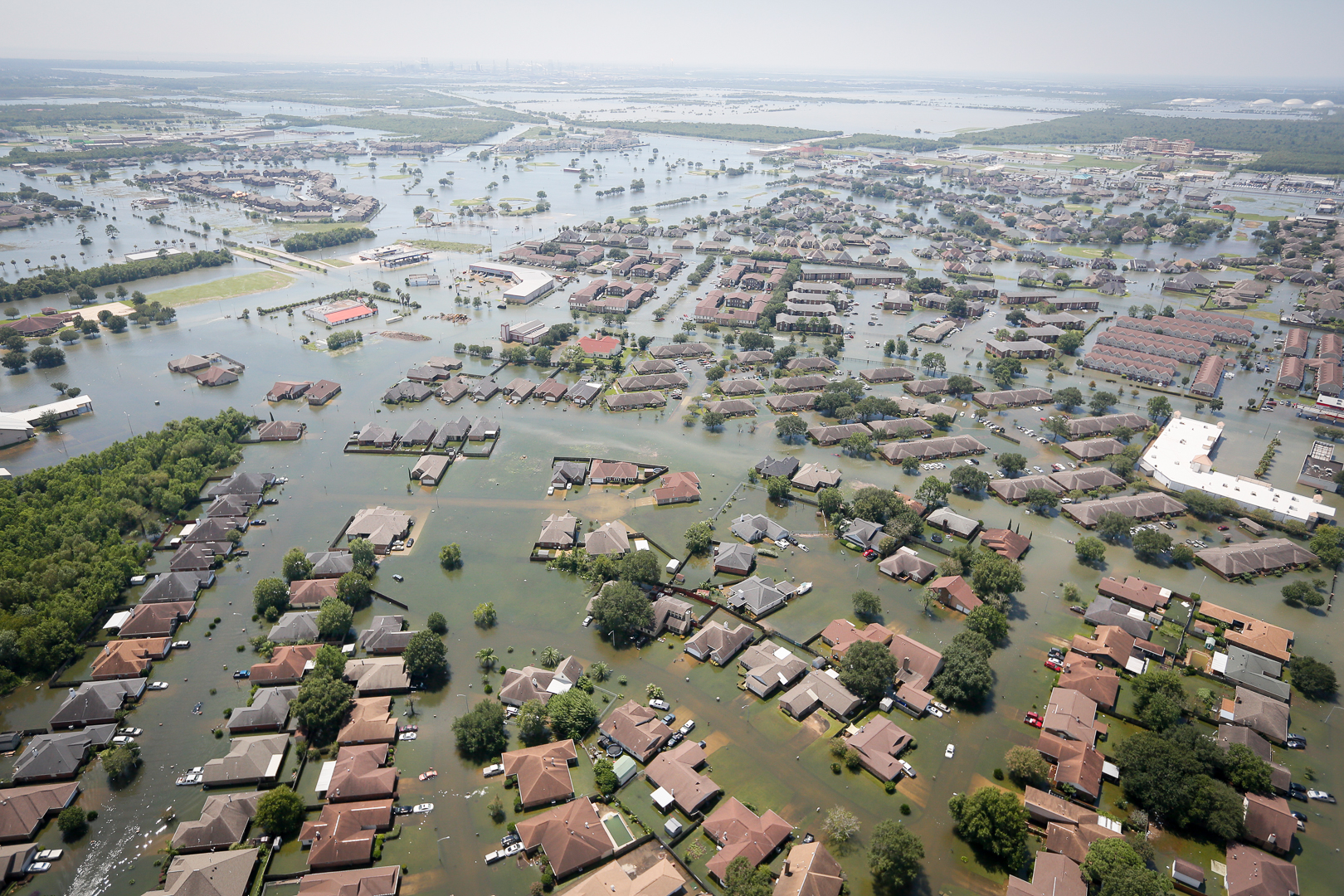
Powódź w Teksasie (31 sierpnia 2017)
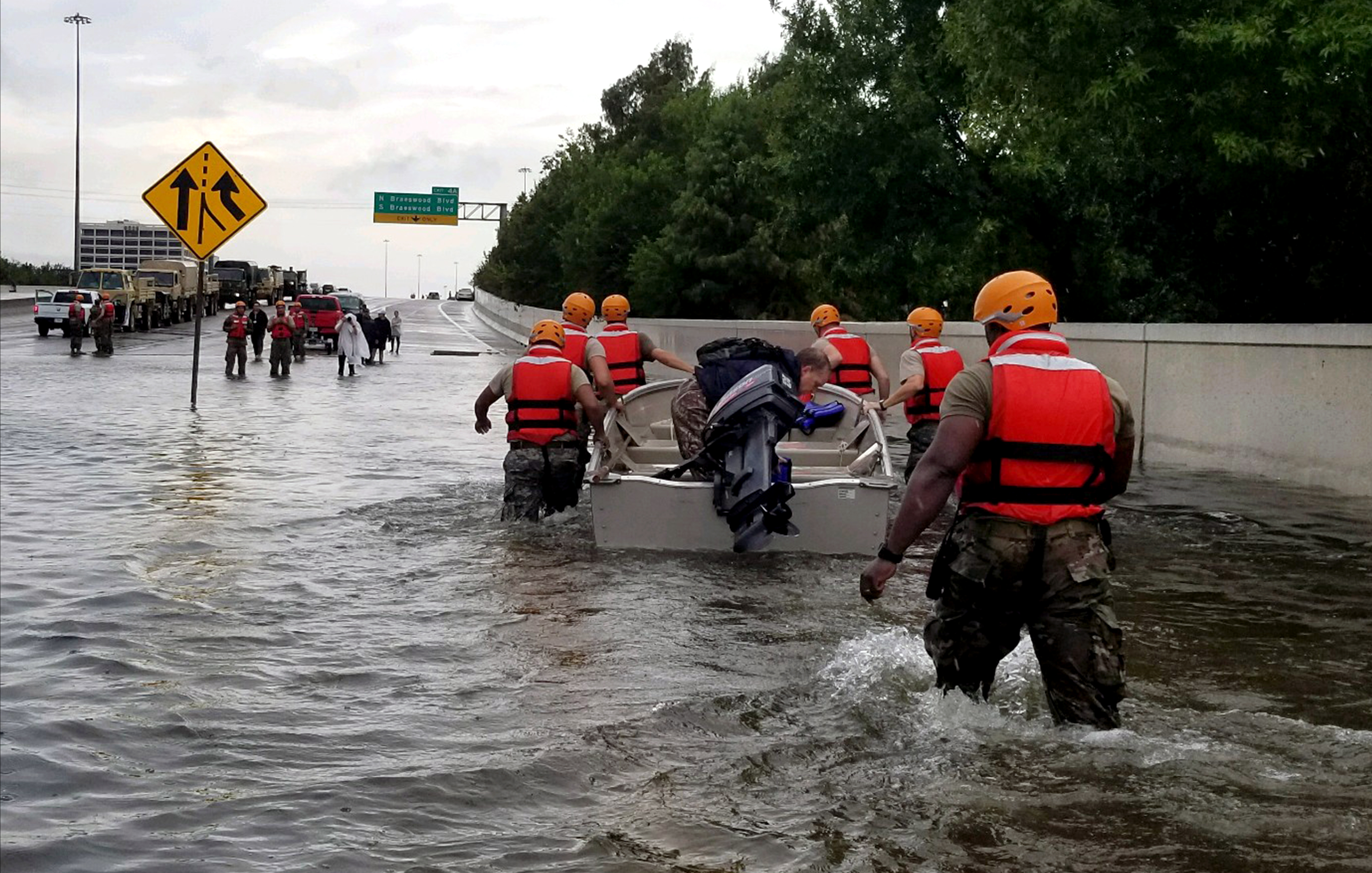
Żołnierze z Texas Army National Guard idą przez zalane ulice Houston
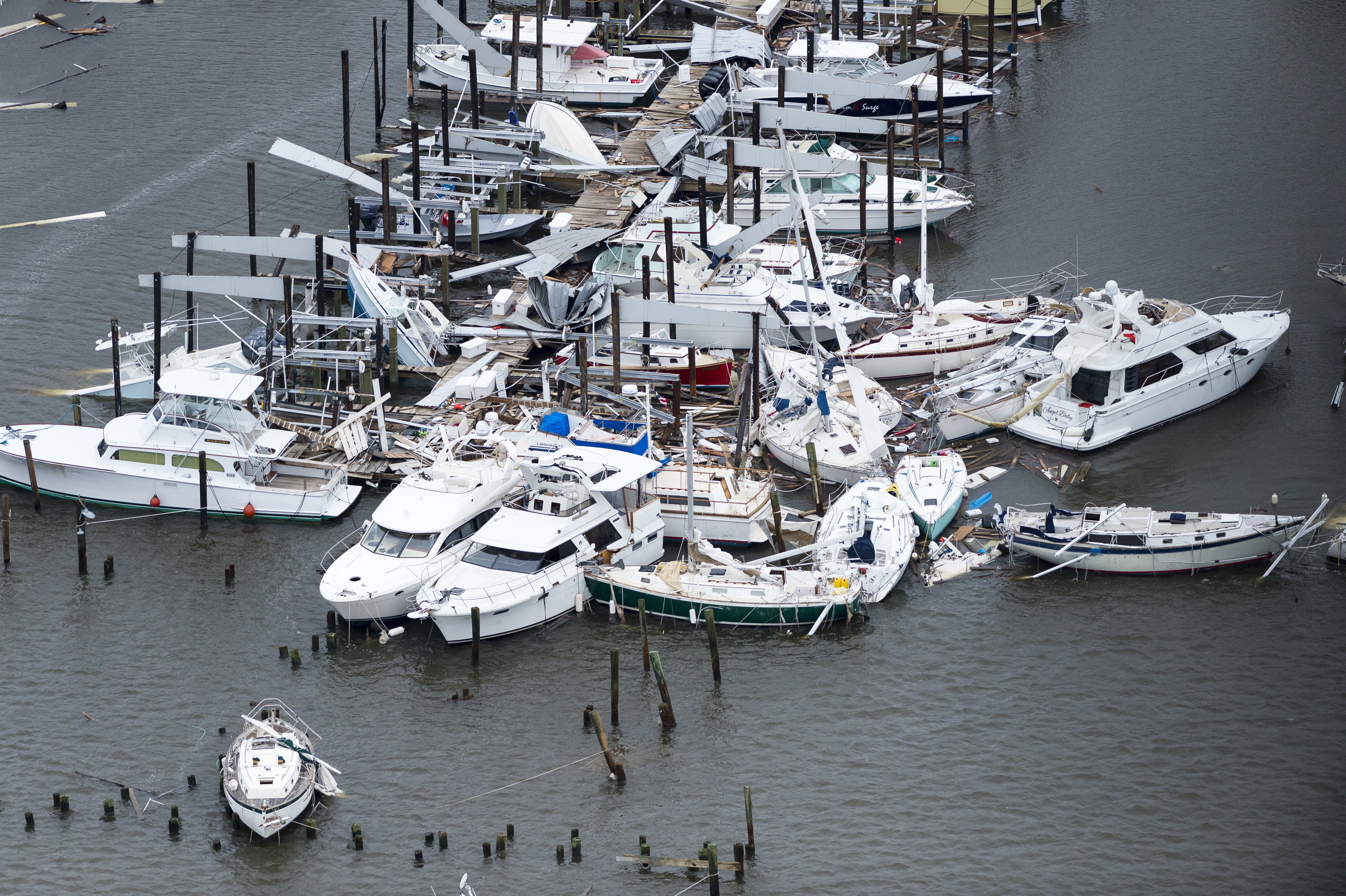
Zniszczona marina w Rockport
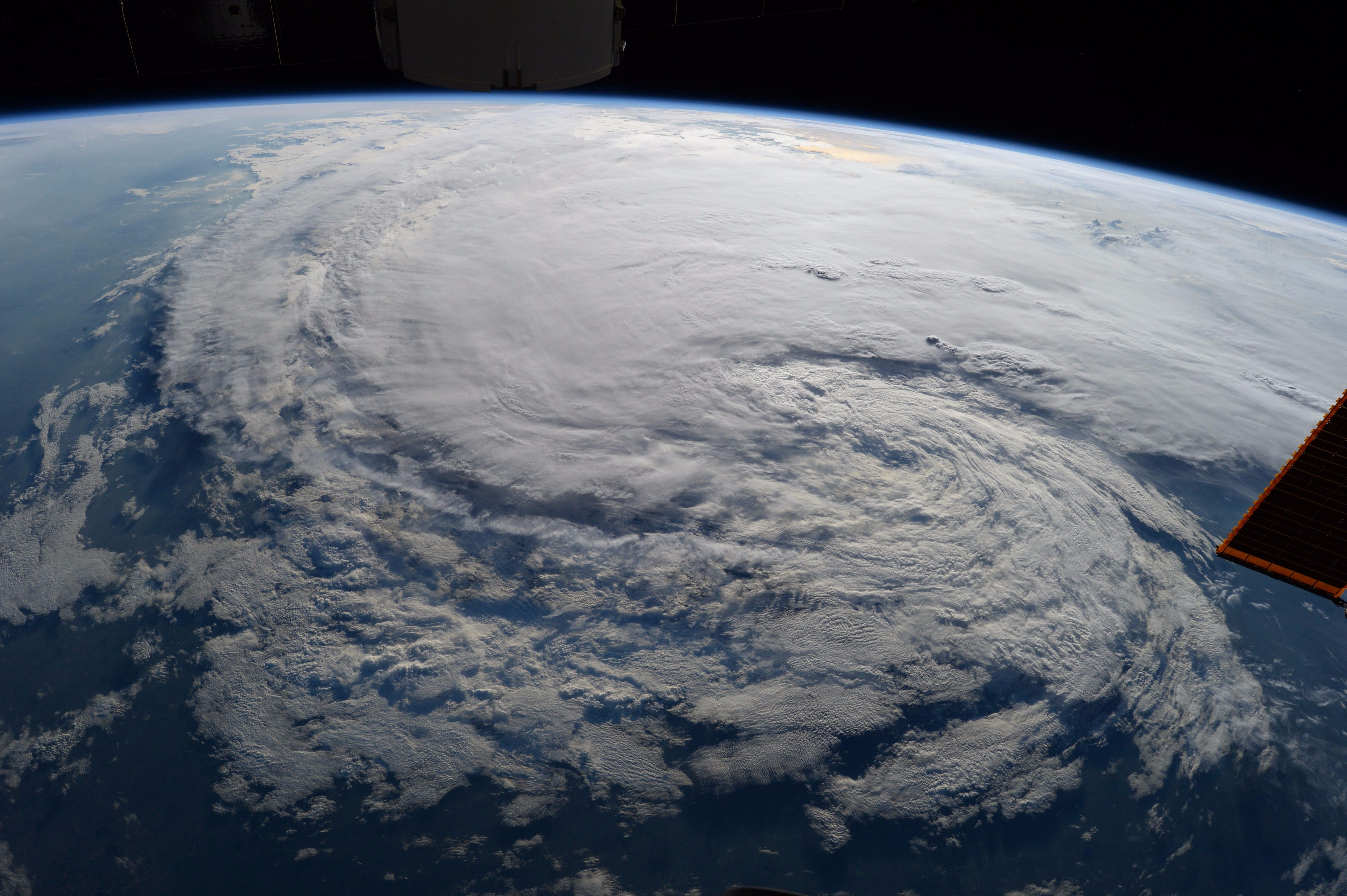
Harvey uderza w stan Luizjana (widok z MSK)